# Formation en anneau

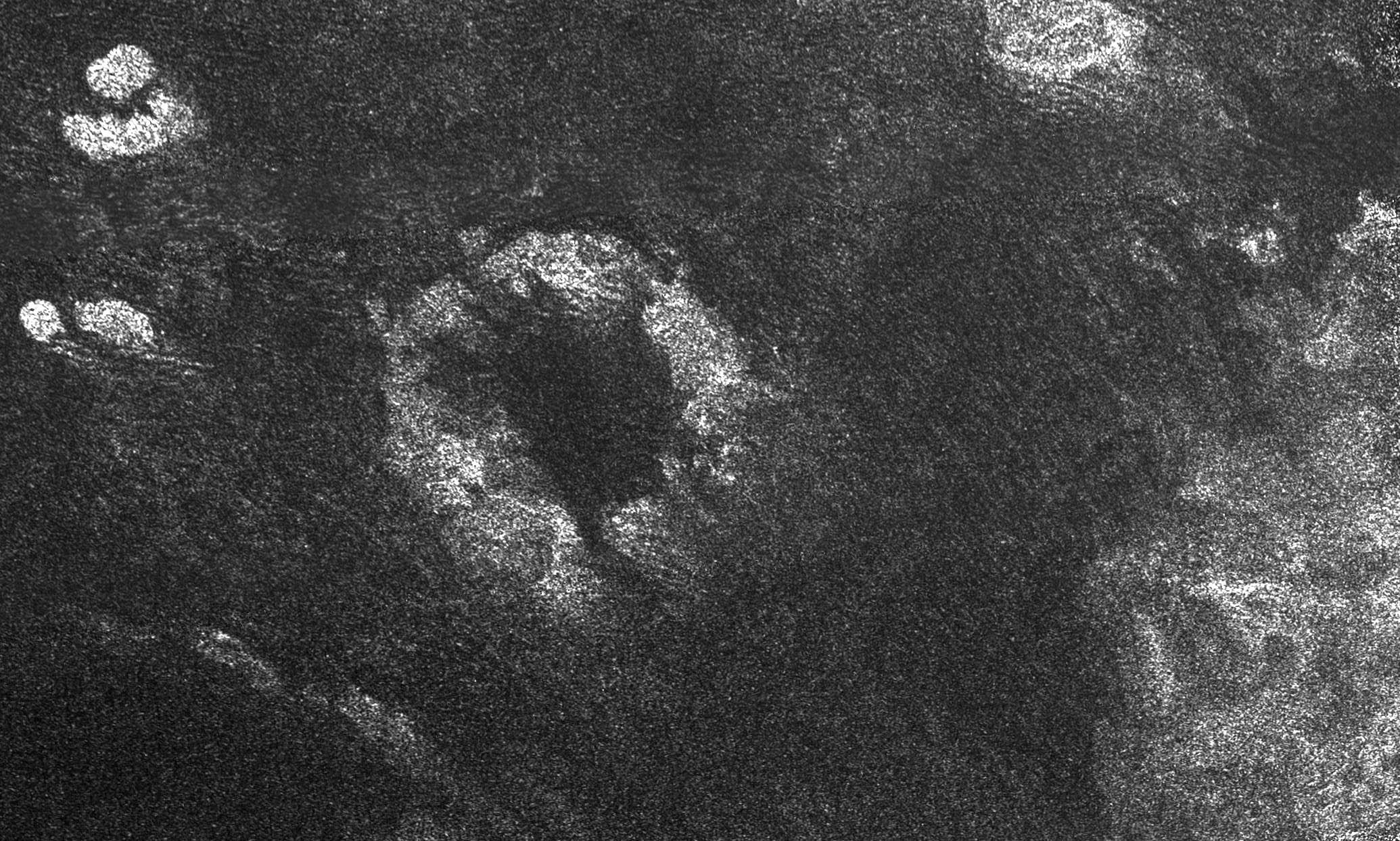
Image radar de la formation Guabonito.

Une formation en anneau (« large ringed feature » en anglais) est un type particulier de formation d'albédo identifié à la surface de Titan, satellite de la planète Saturne. La surface de cet astre n'est pas directement visible depuis l'espace et est étudiée à la fois dans les domaines radio (par radar, et notamment à synthèse d'ouverture SAR), infrarouge et ultraviolet.
Seules quatre structures observées à la surface de Titan sont actuellement rangées parmi les formations en anneau dans la nomenclature de l'Union astronomique internationale :
- Guabonito ;
- Nath ;
- Paxsi ;
- Veles.

Il pourrait s'agir de cratères très érodés et/ou partiellement enfouis sous des couches de sédiments.